# Die Hard (videojuego)
Die Hard (ダイ・ハード Dai Hādo?) es el nombre de tres videojuegos, uno lanzado para el Commodore 64 en 1990, uno lanzado para el TurboGrafx-16 en 1990 y el otro para el NES en 1991 por Activision (que no debe confundirse con el anterior videojuego de DOS creado por Dynamix en 1989). Su modo de juego se basa en la película de 1988 del mismo nombre. Durante el juego, el jugador rescata rehenes y lucha contra terroristas desde una perspectiva superior en Nakatomi Plaza en Los Ángeles.

## Trama
John McClane decide visitar a su esposa Holly en Nakatomi Plaza, solo para descubrir que la toman como rehén en el piso 30, junto con otros rehenes. El líder terrorista, Hans Gruber, busca el dinero guardado en una caja fuerte en el piso 30. Su hacker, Theo, está rompiendo lentamente las cerraduras de la bóveda. McClane decide luchar contra los terroristas por su cuenta, subiendo el edificio mientras lo hace.

## Jugabilidad (NES)
Hay 40 terroristas repartidos por todo el edificio, y la tarea de John McClane es limpiar cada piso de terroristas, y luego puede usar la escalera o el ascensor rápido para viajar hacia arriba, hasta un máximo de los pisos 31-35 (se desbloquean más pisos en "modo avanzado"). Además, al disparar a las rejillas de la pared, John puede trepar por las rejillas de ventilación, dejarse caer en un lugar designado o moverse hacia abajo o hacia arriba en un piso.
Al comienzo del juego, el personaje del jugador solo puede usar una pistola (con 15 balas) y sus puños para deshacerse de los enemigos, pero luego adquiere varias armas, como metralletas, explosivos, lanzacohetes, lanzallamas y flashbangs que los terroristas también pueden usar. Cuando le disparan a McClane, algunos artículos recogidos pueden caer donde debe recogerlos nuevamente. Las balas del jugador tienen un alcance mínimo y, debido al esquema de control, solo pueden apuntar en ángulos de 90 o 45 grados. Sin embargo, una vez adquirida, la ametralladora también puede disparar una lluvia de balas en un arco, lo que permite más ángulos de disparo. La salud de McClane, que se agota por las heridas de bala, se puede restaurar recolectando latas de refresco de los enemigos, máquinas de bocadillos (disparándoles varias balas) o habitaciones vacías. El jugador pierde el juego cuando se pierde toda la vida.
El jugador tiene unos cuatro minutos antes de que se abra una de las seis cerraduras, pero puede ganar más tiempo destruyendo la computadora principal en el cuarto piso. Una vez que se han abierto todas las cerraduras, se abre la bóveda y se desencadena la batalla final del juego. El jugador tiene solo unos minutos para ir al piso 30, para una confrontación final con Karl, Hans y cualquiera de los 40 terroristas que quedan con vida.
Un aspecto interesante del juego le permite al jugador escuchar a Hans gritando órdenes a sus guardias a través de una radio bidireccional. Después de abrir la segunda cerradura, Hans les dirá a todos que no usen la radio. También es notable el "medidor de pie". El medidor comienza lleno, pero eventualmente disminuirá si el personaje del jugador pisa vidrios rotos o corre. Si el medidor se vacía, McClane caminará mucho más lento que cuando el medidor de pies está lleno. Se puede restaurar recolectando botiquines.
El juego presenta secuencias cinemáticas, que cambian la historia según las acciones que realice el jugador. Por ejemplo, si queda menos de un minuto y el jugador derrota a Karl, la última escena con John y Holly le dirá al jugador que el techo ha sido destruido por el helicóptero enviado por Hans.

## Diferencias de versión
Las versiones Nintendo Entertainment System y TurboGrafx-16 del juego se juegan desde una perspectiva de arriba hacia abajo, a diferencia de las perspectivas en tercera persona que se ven en los puertos Commodore 64 y DOS.